# Arabe libyen
L'arabe libyen (Lībi ليبي) est un terme générique désignant les variétés sulaymites d'arabe dialectal, principalement parlées en Libye, en Égypte et dans le sud-est de l'Algérie et de la Tunisie.
Il se divise en deux variétés principales, l'une orientale en Cyrénaïque, l'autre occidentale en Tripolitaine et au Fezzan, en plus d'une troisième variété transitionnelle dans le centre du pays, dans les régions de Sebha, Misratah, Syrte et Djoufrah.

## Note sur la transcription
La transcription de l'arabe libyen dans l'alphabet latin pose quelques problèmes. Il n'existe pas de transcription unique des diverses variétés d'arabe, y compris l'arabe littéral. L'alphabet phonétique international (API) ne se prête pas très bien à représenter certains allophones de l'arabe libyen par un symbole unique. À l'inverse, certains sons propres à  l'arabe libyen manquent dans les translittérations habituellement employées pour l'arabe littéral. Le présent article emploie la transcription DIN-31635 avec les additions suivantes :
| API | Extension DIN-31635 |
| --- | ------------------- |
| ɡ   | g                   |
| oː  | ō                   |
| eː  | ē                   |
| ə   | ə                   |
| zˤ  | ż                   |
| ʒ   | j                   |

## Histoire
Deux événements historiques majeurs ont contribué à la formation de l'arabe libyen : d'une part, la migration des Banu Hilal et des Banu Sulaym, d'autre part, la migration des Arabes d'Al Andalus vers l'Afrique du Nord à la suite de la Reconquista. L'arabe libyen a également subi des influences italiennes et turques, ainsi que celles d'un substrat berbère et latin (Langue romane d'Afrique).

## Usage
Comme les autres dialectes arabes, l'arabe libyen est dans un rapport de diglossie avec l'arabe littéral, où le libyen joue le rôle de variété inférieure et le littéral celui de la variété de prestige. L'arabe libyen sert principalement à la communication orale en Libye, à la fois comme langue maternelle et comme langue véhiculaire de personnes qui n'ont pas l'arabe comme langue maternelle. Il est également employé dans la poésie populaire libyenne, la fiction télévisée, la chanson. Il est rare qu'il soit écrit, ce registre étant normalement assuré par l'arabe littéral ; cependant, l'arabe libyen s'emploie à l'écrit dans le dessin de presse et la communication personnelle par Internet ou SMS.

## Phonologie

### Consonnes
Le tableau qui suit présente les consonnes de l'arabe libyen. À noter que quelques-unes d'entre elles (signalées par des parenthèses) ne se trouvent que dans certaines variétés régionales.
|               |               | Labiales | Interdentales | Interdentales | Alvéolaires | Alvéolaires | Post- alvéolaires ou palatales | Vélaires | Uvu- laires | Pharyn- gales | Glottales |
| ordinaire     | emphatique    | Labiales | ordinaire     | emphatique    |             |             | Post- alvéolaires ou palatales | Vélaires | Uvu- laires | Pharyn- gales | Glottales |
| ------------- | ------------- | -------- | ------------- | ------------- | ----------- | ----------- | ------------------------------ | -------- | ----------- | ------------- | --------- |
| Occlusives    | sourdes       |          |               |               | t           | tˤ          |                                | k        | (q)         |               | (ʔ)       |
| Occlusives    | sonores       | b        |               |               | d           | dˤ          |                                | ɡ        |             |               |           |
| Fricatives    | sourdes       | f        | θ             |               | s           | sˤ          | ʃ                              |          | χ           | ħ             | h         |
| Fricatives    | sonores       | (v)      | ð             | ðˤ            | z           | zˤ          | ʒ                              |          | ʁ           | ʕ             |           |
| Nasales       | Nasales       | m        |               |               | n           |             |                                |          |             |               |           |
| Latérales     | Latérales     |          |               |               | l           | lˤ          |                                |          |             |               |           |
| Roulées       | Roulées       |          |               |               | r           | rˤ          |                                |          |             |               |           |
| Semi-voyelles | Semi-voyelles | w        |               |               |             |             | j                              |          |             |               |           |

Comme dans tous les dialectes bédouins, le phonème /q/ - correspondant à la lettre qāf - est réalisé comme la consonne sonore [g], sauf dans les mots empruntés récemment à l'arabe littéral, prononcés avec la consonne sourde [q].
Dans les variétés occidentales, les fricatives interdentales /θ ð ðˤ/ se sont confondues avec les occlusives alvéolaires /t d dˤ/. Les variétés orientales continuent généralement de distinguer les deux séries, mais il existe une tendance à remplacer /dˤ/ par /ðˤ/.

### Voyelles
Le système vocalique de l'arabe libyen se distingue notamment de celui de l'arabe littéral par les développements suivants:
- le /a/ de l'arabe littéral s'est scindé en deux variétés, antérieure [æ] et postérieure [ɑ]
- les diphtongues /ai/ et /au/ de l'arabe littéral sont devenues les voyelles longues [eː] et [oː], respectivement. Certaines variétés orientales conservent cependant les diphtongues, réalisées [ei] et [ou].

### Clics expressifs
L'arabe libyen fait un usage expressif d'au moins trois consonnes cliquées, trait qu'il partage avec les dialectes bédouins d'Arabie centrale. Le premier signale une réponse affirmative et est considéré comme d'un registre familier ou populaire. Le deuxième est un clic dental et indique une réponse négative. Le troisième est un clic palatal employé exclusivement par les femmes avec une signification proche de « hélas »....

### Structure syllabique
L'arabe libyen forme ses syllabes selon le modèle suivant, où C représente une consonne et V une voyelle (les constituants facultatifs sont mis entre parenthèses):  C1(C2)V1(V2)(C3)(C4)
Les groupes de consonnes chargés sont allégés par l'épenthèse d'un [ə], selon des règles variables localement :
- dans les variétés occidentales, l'épethèse se produit entre C3 and C4, et la syllabe devient C1(C2)V1(V2)(C3)(əC4);
- dans les variétés orientales, l'épenthèse se produit entre C1 and C2, et la syllabe devient C1(əC2)V1(V2)(C3)(C4).

## Vocabulaire
La majeure partie du vocabulaire provient de l'arabe littéral, compte tenu des changements caractéristiques de l'arabe libyen. Il existe aussi un nombre important de mots d'origine italienne, et un plus petit nombre d'origine turque, berbère et anglaise.

### Apparentement avec l'arabe littéral
Le sens des mots hérités de l'arabe littéral est le plus souvent conservé, mais il y a aussi de nombreux cas de glissements sémantiques. Le tableau qui suit en donne quelques exemples.
Les verbes sont classiquement présentés à la 3e personne du masculin singulier de l'aspect inaccompli. Les formes de l'arabe littéral sont classiquement présentées avec le suffixe caractéristique a, mais la relation avec l'arabe libyen se comprend mieux en considérant la forme du même verbe à la pause, où ce a est élidé.
| Arabe libyen | Arabe libyen | Arabe libyen | arabe littéral | arabe littéral | arabe littéral      |
| Mot          | API          | Sens         | Mot            | API            | Sens le plus proche |
| ------------ | ------------ | ------------ | -------------- | -------------- | ------------------- |
| šbaḥ         | ʃbaħ         | il a vu      | šabaḥ          | ʃabaħa         | il est apparu       |
| dwe          | dwe          | il a parlé   | dawā           | dawaː          | il a grondé         |
| lōḥ          | loːħ         | bois         | lawḥ           | lauħ           | planche             |
| wāʿər        | wɑːʕər       | difficile    | waʿr           | waʕr           | (terrain) accidenté |
| šaḥḥəṭ       | ʃaħːətˤ      | il a étiré   | šaḥiṭ          | ʃaħitˤɑ        | il s'est éloigné    |

### Mots d'origine italienne
Les emprunts lexicaux à l'italien concernent principalement mais non exclusivement le domaine technique - tels que les machines et leurs composants, l'équipement électrique, certains noms de poissons, etc.
| Arabe libyen  | Arabe libyen        | Arabe libyen       | Italien  | Italien                                              | Italien |
| Mot           | API                 | Sens               | Mot      | Sens                                                 |         |
| ------------- | ------------------- | ------------------ | -------- | ---------------------------------------------------- | ------- |
| ṣālīṭa        | sˤɑːliːtˤa          | pente              | salita   | montée                                               |         |
| kinšēllu      | kənʃeːlːu           | portail métallique | cancello | grille, portail                                      |         |
| anguli        | anɡuli              | coin               | angolo   | coin                                                 |         |
| ṭānṭa, uṭānṭa | tˤɑːntˤɑ, utˤɑːntˤɑ | camion             | ottanta  | quatre-vingts (du nom d'un modèle italien de camion) |         |
| tēsta         | teːsta              | coup de boule      | testa    | tête                                                 |         |

### Mots d'origine turque
Les emprunts au turc remontent à l'époque ottomane en Libye. Ils sont moins nombreux que les emprunts à l'italien.
| Arabe libyen | Arabe libyen | Arabe libyen | Turc  | Turc      | Turc |
| Mot          | API          | Sens         | Mot   | Sens      |      |
| ------------ | ------------ | ------------ | ----- | --------- | ---- |
| kāšīk        | kaːʃiːk      | cuiller      | kaşık | cuiller   |      |
| šīša         | ʃiːʃa        | bouteille    | şişe  | bouteille |      |
| kāġəṭ        | kɑːʁətˤ      | papier       | kağıt | papier    |      |
| šōg          | ʃoːɡ         | beaucoup     | çok   | beaucoup  |      |

### Mot d'origine berbère
Avant l'arabisation, la majorité de la population du territoire de l'actuelle Libye parlait des langues berbères. Par suite, l'arabe libyen leur a fait un certain nombre d'emprunts lexicaux. Une partie des Libyens est toujours berbérophone aujourd'hui, mais l'influence actuelle du berbère sur l'arabe libyen est mal évaluée.

## Grammaire
L'arabe libyen partage avec l'arabe maghrébin le préfixe n- employé à la première personne du singulier de l'aspect inaccompli des verbes. Comme dans les autres dialectes arabes modernes, la déclinaison (grammaire) est réduite, mais il existe une riche conjugaison.

### Noms
Les noms sont marqués en genre (masculin ou féminin) et varient selon trois nombres (singulier, duel et pluriel). Certains noms ont aussi un paucal, qui indique un petit nombre. Les diminutifs sont très usités (notamment chez les femmes) pour ajouter une nuance d'empathie ou d'affection (hypocoristique) ; comme en arabe classique, ils se forment par alternance vocalique appliquée au nom de départ.
L'article défini est al-, comme en arabe littéral, mais avec certaines particularités de prononciation :
- devant un nom commençant par une lettre lunaire, il se réduit à [l] quand l'initiale du nom comporte une seule consonne et à [lə] quand il y en a plusieurs. Les lettres lunaires sont les mêmes qu'en arabe littéral, même quand leur valeur phonétique a changé - à l'exception de jīmdevenu lettre solaire en arabe libyen
- devant un nom commençant par une lettre solaire (celles de l'arabe littéral, plus jīm), l'article se prononce [ə] suivi de l'initiale du nom géminée (par assimilation du l à cette initiale).

L'indéfinition n'a pas de marque particulière.

#### Duel
Comme les autres dialectes arabes modernes, l'arabe libyen a entièrement perdu le duel dans sa conjugaison. Il le conserve en revanche dans la flexion des noms ; son usage est plus répandu dans les variétés orientales.

#### Démonstratifs
L'arabe libyen possède de nombreuses séries de démonstratifs. Le tableau suivant en propose une liste partielle.
| Série                                     | 1      | 2        | 3     | 4       | 5        |
| ----------------------------------------- | ------ | -------- | ----- | ------- | -------- |
| ce... -ci (masculin singulier proximal)   | hāda   | hādaya   | hida  | haẓa    | haẓayēhi |
| cette... -ci (féminin singulier proximal) | hādi   | hādiya   | hidi  | haẓi    | haẓiyēhi |
| ce... -là (masculin singulier distal)     | hādāka | hāḍākaya | haḍak | haẓakki |          |
| cette... -là (féminin singulier distal)   | hādīka | hādīkaya | hadīk |         |          |

### Verbes

#### Thèmes verbaux
En arabe libyen comme en arabe classique, la formation des thèmes verbaux est une part importante de la morphologie. Cependant, les schèmes III à X de l'arabe classique n'y sont plus productifs, et les schèmes IV et X n'y existent plus. Le tableau suivant répertorie les schèmes verbaux de l'arabe classique et leurs correspondants en arabe libyen (les formes citées sont celles de l'aspect accompli à la 3e personne du masculin au singulier).
| Schème | Arabe classique | Arabe libyen | Usage en arabe libyen |
| ------ | --------------- | ------------ | --- |
| I      | faʿala          | fʿal         | Productif. |
| II     | faʿʿala         | faʿʿəl       | Productif. |
| III    | fāʿala          | fāʿəl        | Non productif. |
| IV     | ʾafʿala         |              | Inexistant. |
| V      | tafaʿʿala       | tfaʿʿəl      | Productif. |
| VI     | tafāʿala        | tfāʿəl       | Assez productif (généralement pour des verbes au sens permettant une action réciproque). |
| VII    | infaʿala        | ənfʿal       | Productif. |
| VIII   | iftaʿala        | əftʿal       | En arabe libyen, le sens général est le même que celui obtenu au moyen du schème VII, plutôt que le sens observé en arabe classique. Le schème VIII ne s'emploie que lorsque la première consonne radicale de la racine est une sonante (l, m, n, r). L'emploi du schème VII avec ces racines résulterait en une assimilation à cette sonante du n du préfixe. |
| IX     | ifʿalla         |              | Inexistant. |
| X      | istafʿala       | stafʿəl      | Non productif et rare. |

#### Conjugaison
Comme les autres formes d'arabe, l'arabe libyen distingue deux types de racines verbales :
- les racines fortes, dont la conjugaison est régulière
- les racines faibles, dont la conjugaison comporte diverses assimilations. C'est le cas quand l'une des consonnes de la racine est wāw, yāʾ ou la hamza, ou lorsque la deuxième et la troisième consonne sont identiques.

Les verbes à racines fortes se classent en trois sous-groupes selon que le vocalisme de leur conjugaison est dominé par les voyelles i, a ou u. Les variétés orientales d'arabe libyen ont une conjugaison plus complexe que les variétés occidentales. Les tableaux suivants donnent quelques exemples de conjugaison dans le dialecte de Tripoli (une variété occidentale).
| Personne       | Aspect accompli | Aspect inaccompli | Impératif |
| Singulier      | Singulier       | Singulier         | Singulier |
| -------------- | --------------- | ----------------- | --------- |
| 3e masc.       | ktab            | yiktəb            |           |
| 3e fém.        | kitbət          | tiktəb            |           |
| 2e masc.       | ktabət          | tiktəb            | iktəb     |
| 2e fém.        | ktabti          | tikətbi           | ikətbi    |
| 1re masc./fém. | ktabət          | niktəb            |           |
| Pluriel        |                 |                   |           |
| 3e masc./fém.  | kitbu           | yikətbu           |           |
| 2e masc./fém.  | ktabtu          | tikətbu           | ikətbu    |
| 1re masc./fém. | ktabna          | nikətbu           |           |

Remarques :

1. Le /i/ des verbes en I se prononce le plus souvent [ə].

2. Dans les racines dont la première consonne est uvulaire, pharyngale ou glottale (c'est-à-dire les consonnes /χ ħ h ʁ ʕ ʔ/, mais pas /q/ du fait de sa prononciation vélaire [g] en arabe libyen), le /i/ de l'inaccompli et de l'impératif se prononce [e]. Par exemple, le verbe /ʁ-l-b/ « vaincre » se conjugue [jeʁləb], [teʁləb], etc.
| Personne       | Aspect accompli | Aspect inaccompli | Impératif |
| Singulier      | Singulier       | Singulier         | Singulier |
| -------------- | --------------- | ----------------- | --------- |
| 3e masc.       | rkab            | yarkəb            |           |
| 3e fém.        | rukbət          | tarkəb            |           |
| 2e masc.       | rkabət          | tarkəb            | arkəb     |
| 2e fém.        | rkabti          | tarkbi            | arkbi     |
| 1re masc./fém. | rkabət          | narkəb            |           |
| Pluriel        |                 |                   |           |
| 3e masc./fém.  | rukbu           | yarkbu            |           |
| 2e masc./fém.  | rkabtu          | tarkbu            | arkbu     |
| 1re masc./fém. | rkabna          | narkbu            |           |

Remarques :

1. Le /a/ des verbes en A se prononce [æ] ou [ɑ] en fonction de la nature des consonnes environnantes.
| Personne       | Aspect accompli | Aspect inaccompli | Impératif |
| Singulier      | Singulier       | Singulier         | Singulier |
| -------------- | --------------- | ----------------- | --------- |
| 3e masc.       | rgaṣ            | yurguṣ            |           |
| 3e fém.        | rugṣət          | turguṣ            |           |
| 2e masc.       | rgaṣət          | turguṣ            | urguṣ     |
| 2e fém.        | rgaṣti          | turgṣi            | urgṣi     |
| 1re masc./fém. | rgaṣət          | nurguṣ            |           |
| Pluriel        |                 |                   |           |
| 3e masc./fém.  | rugṣu           | yurgṣu            |           |
| 2e masc./fém.  | rgaṣtu          | turgṣu            | urgṣu     |
| 1re masc./fém. | rgaṣna          | nurgṣu            |           |

Remarques :

1. Dans les racines dont la première consonne est uvulaire, pharyngale ou glottale (c'est-à-dire les consonnes /χ ħ h ʁ ʕ ʔ/, mais pas /q/ du fait de sa prononciation vélaire [g] en arabe libyen), le /u/ de l'inaccompli et de l'impératif se prononce [o]. Par exemple, le verbe /ʁ-r-f/ « ramasser » se conjugue [joʁrəf], [toʁrəf], etc.

#### Futur
L'arabe libyen forme un futur au moyen du préfixe bi-, qui se réduit à b- à l'aspect inaccompli. Ainsi, tiktəb « elle écrit » devient btiktəb « elle écrira ». Il ne faut pas confondre ce préfixe avec la marque d'indicatif de certains dialectes arabes orientaux.

## Intelligibilité mutuelleavec les autres dialectes arabes
L'arabe libyen est largement intelligible par les Tunisiens et les Algériens de l'Est, mais difficile à comprendre pour la plupart des arabophones du Machrek, y compris l'Égypte. Pour ces locuteurs, un certain degré d'adaptation est nécessaire.
Pour se faire mieux comprendre, les Libyens doivent remplacer certain mots typiques de leurs dialecte, généralement par des mots d'arabe standard moderne ou d'arabe égyptien. Voici quelques exemples de mots souvent remplacés :
| Arabe libyen | API    | Sens           |
| ------------ | ------ | -------------- |
| halba        | halba  | beaucoup       |
| dār          | daːr   | il a fait      |
| dwe          | dwe    | il a parlé     |
| gaʿmiz       | ɡaʕməz | il s'est assis |
| ngaz         | ŋɡaz   | il a bondi     |
| ḫnab         | χnab   | il a volé      |

En général, tous les mots d'origine italienne et, dans une certaine mesure, turque, sont remplacés par des équivalents.
Il faut remarquer que le remplacement d'un mot ne signifie pas que celui-ci soit exclusivement libyen : il peut arriver qu'un locuteur remplace un mot parce qu'il le suppose absent du dialecte de son interlocuteur. Par exemple, le mot zarda « festin, pique-nique » a des formes proches dans diverses variétés d'arabe maghrébin, mais est souvent remplacé parce que les locuteurs en ignorent l'existence.

## Pidgin
Du fait des contacts avec les non-arabophones, notamment les immigrés originaires de l'Afrique subsaharienne, il s'est formé en Libye une forme pidginisée d'arabe libyen. Comme les pidgins de manière générale, sa structure est simplifiée et son pouvoir expressif restreint.